# Ostrau (Petersberg)
Ostrau – dzielnica gminy Petersberg w Niemczech, w kraju związkowym Saksonia-Anhalt, w powiecie Saale.
Do 30 czerwca 2007 gmina należała do powiatu Saal. Do 31 grudnia 2009 była to samodzielna gmina wchodząca w skład wspólnoty administracyjnej Götschetal-Petersberg.

## Geografia
Ostrau leży ok. 15 km na północ od Halle (Saale).